# Ataque Torre
El Ataque Torre (ECO D03) es un importante sistema para jugar una apertura cerrada. Se trata de una estructura sólida y que genera partidas tácticas. Debe su nombre al GM mexicano Carlos Torre, que lo utilizó con éxito en los años 1920. Aunque se parezca, en principio, no hay que confundirlo con el Ataque Trompovsky, el desarrollo previo del caballo, cambia mucho las cosas. Está más relacionado con el Sistema Colle, en el sentido de que se despliegan las piezas casi independientemente de lo que hagan las negras: e3, c3, Cbd2, Ad3, 0-0; pero las ideas estratégicas son totalmente distintas. Al igual que en el Sistema Colle, pero adelantando el desarrollo del AD las blancas pretenden lanzar un ataque en el flanco de rey, y jugar Ce5, para f4 y pasar la torre a la tercera fila (Tf3-g3 o h3). Hay variantes donde el blanco puede atacar el flanco reina con c4 antes de realizar un ataque en el flanco rey. Las negras deben de tener mucho cuidado con el Ataque Torre, ya que si juegan de manera pasiva terminan en posiciones inferiores. No obstante, con un buen juego, abriendo el flanco reina no tienen nada que temer.

## Líneas principales
Línea principal
1. d4 Cf6
2. Cf3 e6
3. Ag5 d5 ; 4. e3 c5 ; 5. Cbd2 Ae7 ; 6. c3 Cbd7 ; 7. Ad3 (...) o 3. Ag5 g6 ; 4. e3 Ag7 ; 5. Cbd2 O-O ; 6. Ad3 c5 ; 7.c3 (...)

El Ataque Torre se puede plantear aunque el negro no llegue a jugar 3. ... d5, por ejemplo:
1. d4 Cf6 ; 2. Cf3 g6 ; 3.Ag5 Ag7 ; 4.Cbd2 O-O ; 5. e3 d6 ; 6.Ac4, Ad3 o Ae2.